# Марьяновский, Марк Григорьевич
Марьяновский Марк Григорьевич (25 апреля 1890 года, Киев, Киевская губерния — 15 февраля 1945 года, Бухенвальд, Германия) — композитор еврейского происхождения, автор слов и музыки популярных танго и фокстротов, исполнявшихся Петром Лещенко.

## Биография
Родился 25 апреля 1890 года в еврейской семье Гирша и Ривки Марьяновских. Гирш Марьяновский был купцом первой гильдии. Марк с ранних лет писал стихи и сочинял музыку. Родители отправили его учиться в Петербург, в политехникум. Закончив его, Марк работал в технической фирме.
В свободное время Марьяновский писал стихи и сочинял мелодии песен. Ему аккомпанировал на фортепиано сын Александр. В тридцатые годы начал сотрудничать с эстрадным исполнителем Петром Лещенко, написал для него 14 песен. Сочинял музыку и для рижского певца Константина Сокольского. Некоторые песни Марьяновского стали шлягерами и переводились на другие языки. В Польше пользовались популярностью его фокстроты «Рюмка водки» и «Марфуша».
С 1941 года в гетто вместе с сыном. Погиб 15 февраля 1945 года в Бухенвальде. Сыну удалось спастись.